# Amrum Odde
Amrum Odde (dansk) Amrumer Odde (tysk) eller Ood (nordfrisisk) er en odde ved Amrums nordspids. Den cirka 2 kilometer lange og op til 200 meter brede odde på den nordfrisiske ø er for største del dækket af klit, den yderste landtunge består delvis af grus. De op til 24 meter høje klitter danner en vigtig rasteplads for søfugle og må derfor ikke betrædes. Landtungen kan dog vandres rundt ved kystlinjen. Odden er yngleplads for edderfugle, skallesluger og flere arter af måger. I klitterne vokser (bl.a.) strandsennep, snerre, smalbladet timian og karteusernellike. På det smalleste sted på odden er der i 1955 oprettet et dige, for at sikre odden imod et muligt gennembrud af havet.
Klitodden blev fredet i 1936. Den nordtyske naturforening Jordsand fører tilsyn med overholdelse af bestemmelserne i natureservatet. Tæt ved odden ligger landsbyen Nordtorp (tysk Norddorf, nordfrisisk Noorsaarep). Vest for odden strækker sig sandbankerne Teknob, Hørnum Sand og Holtknobs, i nord ligger øen Sild med Hørnum Odde og prilen (tidevandsrende) Fartrap Dyb, i øst øen Før med prilen Førs Skulder. Ved vestkysten strækker sig sandbanken Knibsand.